# The Return of John Gray
The Return of John Gray è un cortometraggio muto del 1912. Il nome del regista non viene riportato nei credit del film che, prodotto dalla Reliance Film Company, aveva come interpreti Henry B. Walthall, Jane Fearnley, la piccola Rosanna Logan, Gertrude Robinson, Arthur V. Johnson.

## Trama
Amato dalla fedele moglie e adorato dalla sua piccola, John Gray non si dimostra all'altezza dei suoi doveri, lasciandosi trascinare dal demone del gioco. Non passa molto tempo che si trova sull'orlo del fallimento e, per salvarsi, ruba i fondi dell'azienda. Dopo aver perso tutto, lascia il cappotto e il cappello sulla riva del fiume e fugge via. La polizia giunge alla conclusione che l'uomo non sia morto ma sia andato in un'altra città, anche se la moglie si rifiuta di crederlo un ladro.

Quindici anni dopo, ormai ridotto a rifiuto umano, un vagabondo si aggira per le strade della città. Incidentalmente, viene colpito da un'auto con a bordo una giovane coppia. Si tratta di sua figlia insieme al ricco fidanzato. La moglie di John è diventata da anni un'ereditiera ma non ha mai abbandonato la speranza di ritrovarlo. Lui, avendola riconosciuta, si ritira nell'ombra. Quella sera, John viene sorpreso dalla moglie a rubare l'argenteria in sala da pranzo. Tutte le illusioni della donna sull'innocenza di lui cadono in frantumi: in quel momento rientra dalla gita la giovane coppia. Subito pensa al ricatto ma, impedito dalla moglie, si ferma quando sente la figlia, davanti a un suo ritratto giovanile, decantare al fidanzato le sue doti di padre e ottimo marito. John si commuove, decidendo, da quel momento, di redimersi, cambiando vita e di tornare un giorno dai suoi come un uomo nuovo.

## Produzione
Il film fu prodotto dalla Reliance Film Company.

## Distribuzione
Distribuito dalla Motion Picture Distributors and Sales Company, il film - un cortometraggio di una bobina - uscì nelle sale cinematografiche degli Stati Uniti il 1º maggio 1912.